# Copșa Mică
Copșa Mică là một thị xã thuộc hạt Sibiu, România. Dân số thời điểm năm 2002 là 5374 người.